# Biyouha
Biyouha est une commune du Cameroun située dans la région du Centre et le département du Nyong-et-Kéllé.

## Population
Lors du recensement de 2005, la commune compte 3 386 habitants, dont 1 651 pour Biyouha proprement dit.

## Organisation
Outre Biyouha, la commune comprend les villages suivants :
- Bangsombi
- Memel
- Song Bayang
- Song Dibong
- So-Mapan
- Song Nkoumondo
- Song Poua
- Songa
- Tum Ngock

## Personnalités
Le chef du village de Biyouha est Njeck Hans Osé. Avant de devenir chef du village de Biyouha, il était fonctionnaire dans l'enseignement public et primaire, à la fin de sa carrière, il était directeur d'école publique
Le premier chef de Biyouha s'appelait Njeg Njeg Hans.
Le footballeur germano-camerounais Marcel Ndjeng, né en Allemagne, est originaire de Biyouha : son père s'appelle Ndjeng Biyouha Alexandre. Le village biyouha devient unité administrative en 1996, dès lors il connaîtra le tout premier maire au nom de nkot nlend Augustin, suivi de parfait gwodog kwang . L'actuel maire Paul Henri ngue ayant fait deux mandats.
Malgré de nombreux financements la commune de Biyouha est très enclavée, deux centres de santé quasi fermés, les routes impraticables, les forages d'eau sont pour une classe de personnes. 
Dans la vie politique, l'union des populations du Cameroun UPC était le parti le plus influent, muselé par les tripatouillages électoraux, le RDPC fait grand jour sans aucun projet de société véritable. Le PCRN de Cabral Libii est aujourd'hui l'espoir pour le changement des conditions de vie et d'un véritable développement.
Le marché construit dans un bosquet est toujours non fonctionnel et dans un état de grand délabrement.
Le maire actuel a sacrifié le plus grand quartier de l'arrondissement, pas d'eau pas de route car c'est le grand fief de l'opposition.
Depuis 1996 un seul natif de Biyouha centre a été élu maire et c'est la seule personne ayant pu réaliser quelque chose de perceptible, les autres maires ont usé de cette commune pour se remplir les poches, car leur niveau de vie ayant complètement changé une fois à la tête de cette commune.